# Erastria coloraria
Erastria coloraria är en fjärilsart som beskrevs av Fabricius 1798. Erastria coloraria ingår i släktet Erastria och familjen mätare. Inga underarter finns listade i Catalogue of Life.